# Oskari Laaksonen
Oskari Laaksonen, född 2 juli 1999 i Tammerfors, är en finländsk professionell ishockeyspelare.
Från och med säsongen 2023/2024 spelar han för Luleå HF i Svenska Hockeyligan.